# Врбоська
Врбоська (хорв. Vrboska) — населений пункт у Хорватії, у Сплітсько-Далматинській жупанії у складі громади Єлса.

## Населення
Населення за даними перепису 2011 року становило 548 осіб.
Динаміка чисельності населення поселення:

## Клімат
Середня річна температура становить 16,29 °C, середня максимальна – 27,93 °C, а середня мінімальна – 4,85 °C. Середня річна кількість опадів – 714 мм.
| Клімат поселення                              | Клімат поселення | Клімат поселення | Клімат поселення | Клімат поселення | Клімат поселення | Клімат поселення | Клімат поселення | Клімат поселення | Клімат поселення | Клімат поселення | Клімат поселення | Клімат поселення | Клімат поселення |
| Показник                                      | Січ.             | Лют.             | Бер.             | Квіт.            | Трав.            | Черв.            | Лип.             | Серп.            | Вер.             | Жовт.            | Лист.            | Груд.            |                  |
| Середній максимум, °C                         | 13,36            | 12,84            | 14,78            | 17,65            | 22,21            | 26,10            | 27,93            | 27,82            | 24,39            | 20,39            | 16,13            | 13,68            |                  |
| Середня температура, °C                       | 9,38             | 8,86             | 10,78            | 13,67            | 18,22            | 22,12            | 24,95            | 24,84            | 21,41            | 17,43            | 13,16            | 10,73            |                  |
| Середній мінімум, °C                          | 5,39             | 4,85             | 6,79             | 9,68             | 14,23            | 18,11            | 21,98            | 21,89            | 18,46            | 14,45            | 10,19            | 7,76             |                  |
| Норма опадів, мм                              | 69               | 56               | 63               | 56               | 48               | 37               | 24               | 41               | 60               | 78               | 96               | 86               |                  |
| Середньомісячна швидкість вітру, м/с          | 3.63             | 3.84             | 3.90             | 3.59             | 3.14             | 2.86             | 2.90             | 2.75             | 3.09             | 3.30             | 4.07             | 3.96             |                  |
| Середньомісячна сонячна радіація, кДж/м²·день | 5677             | 8471             | 12146            | 16795            | 20913            | 23524            | 25215            | 22159            | 16438            | 10745            | 6165             | 4814             |                  |
| --------------------------------------------- | ---------------- | ---------------- | ---------------- | ---------------- | ---------------- | ---------------- | ---------------- | ---------------- | ---------------- | ---------------- | ---------------- | ---------------- | ---------------- |
| Джерело:                                      |                  |                  |                  |                  |                  |                  |                  |                  |                  |                  |                  |                  |                  |